# Astragalus verrucosus
Astragalus verrucosus är en ärtväxtart som beskrevs av Giuseppe Giacinto Moris. Astragalus verrucosus ingår i släktet vedlar, och familjen ärtväxter. Inga underarter finns listade i Catalogue of Life.